# مقاطعة روس (أوهايو)
مقاطعة رس (بالإنجليزية: Ross County)‏ هي مقاطعة تقع في منطقة الأبلاش في ولاية أوهايو في الولايات المتحدة الأمريكية. أسست المقاطعة في 20 أغسطس 1798. عدد سكانها حسب تعداد عام 2010 هو 78,064 نسمة، الرقم الذي يشكل زيادة بنسبة 6.4% عن تعداد السكان في عام 2000، والذي كان 73,345 نسمة. مقر المقاطعة هي مدينة تشيليكوث، العاصمة الأولى والثالثة لولاية أوهايو. سميت المقاطعة على اسم سيناتور ولاية بنسيلفينيا جيمس رس ذي التوجه الفيدرالي النزعة.

## أعلام
- جورج د. فاغنر
- إدوارد تيفين